# Paul Smith (Boxer)
Paul Smith (* 6. Oktober 1982 in Liverpool) ist ein britischer Profiboxer.

## Karriere
Im Amateurboxen wurde er 2002 Englischer Meister und gewann im selben Jahr die Silbermedaille bei den Commonwealth Games in Manchester, als er erst im Finale mit 16:18 gegen Jean Pascal ausgeschieden war. Beide Erfolge erzielte er im Halbmittelgewicht.
Seinen ersten Profikampf bestritt er 2003 in Manchester. Er gewann 23 Kämpfe in Folge, darunter gegen Jonathan Reid (Bilanz: 34-5) und wurde im März 2008 Englischer Meister im Mittelgewicht. Im März 2009 gewann er den internationalen WBA-Titel im Supermittelgewicht gegen Rashid Matumla und im Oktober 2009 den britischen Meistertitel gegen Tony Quigley.
Im Dezember 2010 verlor er in der Echo Arena Liverpool gegen den Olympiasieger und späteren Weltmeister James DeGale (8-0) nach Ringrichterabbruch durch T.K.o. in der neunten Runde. Im November 2011 unterlag er in der Wembley Arena von London nach zwei Niederschlägen vorzeitig in der zweiten Runde gegen George Groves (13-0).
Im September 2014 und im Februar 2015 boxte er jeweils in Deutschland um die WBO-Weltmeisterschaft im Supermittelgewicht, verlor aber beide Duelle nach Punkten gegen den Titelträger Arthur Abraham. Im Juni 2015 verlor Smith durch T.K.o. in der neunten Runde gegen den Olympiasieger und Weltmeister Andre Ward (27-0). Am 17. Juni 2017 verlor Smith gegen Tyron Zeuge einstimmig nach Punkten. In dem Kampf ging es um den Weltmeistertitel nach Version der WBA.

## Sonstiges
Paul Smith war Teilnehmer der dritten Staffel der US-amerikanischen Reality-TV-Serie „The Contender“. Seine Brüder Stephen, Liam und Callum sind ebenfalls Boxer.